# Mike Skinner (kierowca)
Mike Skinner (ur. 28 czerwca 1957 w Susanville) – amerykański kierowca wyścigowy startujący w wyścigach NASCAR. Mistrz serii NASCAR Camping World Truck Series w 1995 roku. Od 2016 kierowca testujący w programie rozrywkowo-motoryzacyjnym The Grand Tour, gdzie przybiera pseudonim The American.